# 殷高西路駅
座標: 北緯31度19分25秒 東経121度28分46秒 / 北緯31.32361度 東経121.47944度
殷高西路駅（いんこうせいろえき）は中華人民共和国上海市宝山区に位置する上海軌道交通3号線の駅である。

## 駅構造
相対式ホーム2面2線を有する高架駅。

## 歴史
- 2006年12月18日 - 開業。

## 隣の駅
上海軌道交通
■3号線
江湾鎮駅 - 殷高西路駅 - 長江南路駅